# Újudvar
Újudvar è un comune dell'Ungheria di 1.009 abitanti (dati 2001). È situato nella contea di Zala.